# Mauzoleum Sulejmana Szaha
Mauzoleum Sulejmana Szaha – grobowiec, türbe w którym według tradycji znajdują się szczątki Sulejmana Szacha (ok. 1178–1236) – dziadka Osmana I, założyciela Imperium Osmańskiego.

## Status prawny
Zgodnie z traktatem podpisanym w 1921 roku przez Turcję i zarządzającą mandatem syryjskim Francję, grobowiec Sulejmana i hektarowa działka dookoła niego są turecką eksklawą.

## Lokalizacja

### Pierwsze przeniesienie
Grobowiec był pierwotnie położony w okolicy zamku Kalat Dżabir, z której został przeniesiony w 1973 roku w związku z planami zlania okolicy podczas tworzenia jeziora Al-Asad. Nowe miejsce znajdowało się 85 km na północ, nad rzeką Eufrat, 27 km od granicy tureckiej.

### Drugie przeniesienie
W czasie wojny domowej w Syrii enklawa została otoczona przez tereny kontrolowane przez bojowników Państwa Islamskiego. Po ogłoszeniu 19 lutego 2015 roku przez rządy USA i Turcji umowy o utworzeniu obozu szkoleniowego dla syryjskich rebeliantów, którzy mają walczyć przeciw Państwu Islamskiemu, Turcja postanowiła ewakuować mauzoleum oraz pilnujących go 40 strażników.
Zgrupowanie złożone z 572 żołnierzy wspieranych przez 39 czołgów i 57 pojazdów opancerzonych wkroczyło 21 lutego wieczorem do Syrii i nie napotykając żadnego oporu dotarło do mauzoleum. Od tego czasu szczątki znajdują się w tymczasowym mauzoleum na syryjskim terytorium kontrolowanym przez Turcję – 180 metrów od granicy tureckiej, a dotychczasowe mauzoleum wysadzono, by bojownicy PI nie mogli go zniszczyć.